# トヨタ・ADエンジン

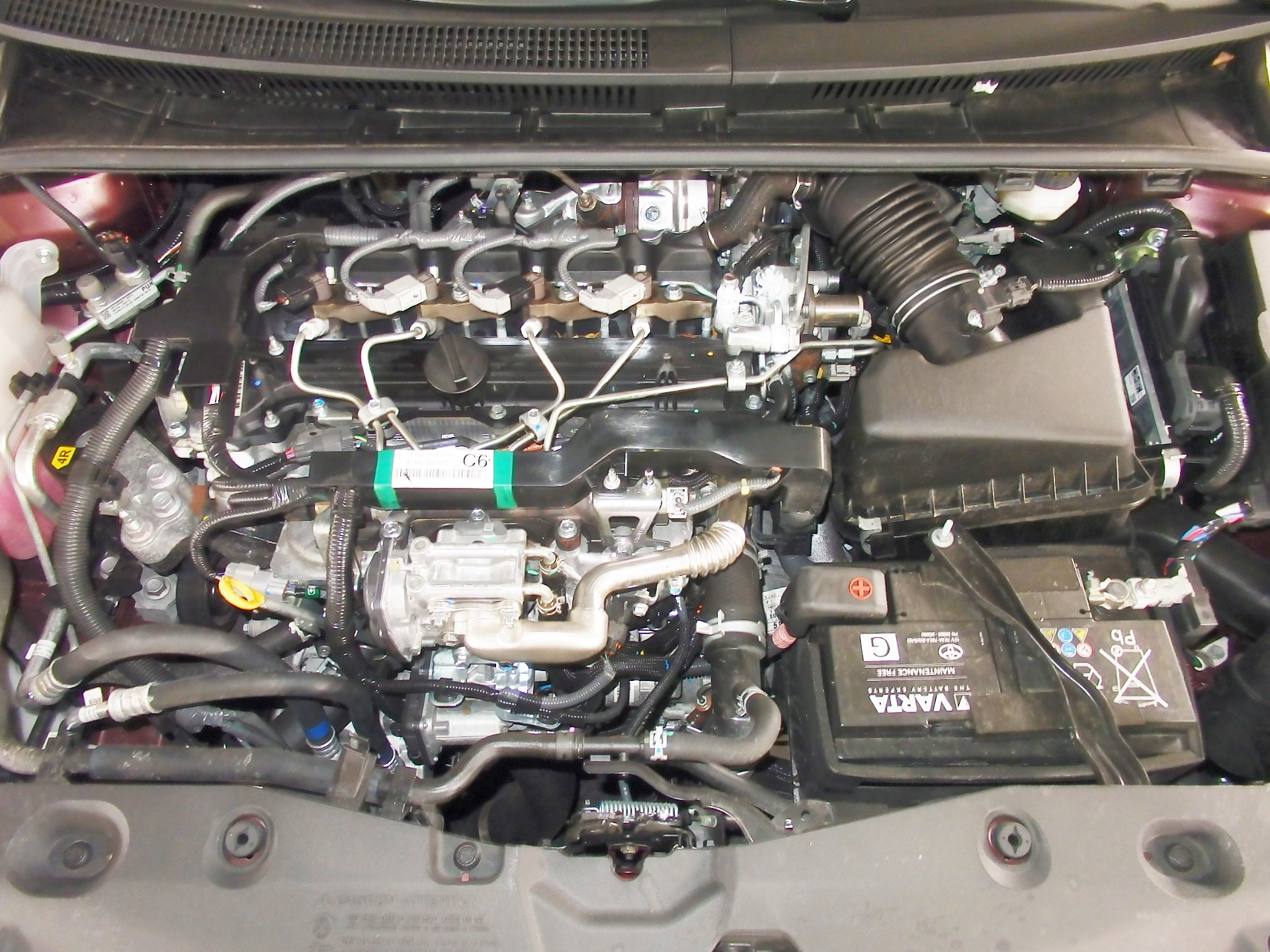
1AD-FTV（T270型系アベンシス）

トヨタ・ADエンジンは、トヨタ自動車が製造していた水冷直列4気筒ディーゼルエンジンの系列である。
登場から現在まで、日本国外仕様車にのみ搭載されているが、2020年1月現在の時点において新車として搭載されている車種としては唯一、11代目（E170型系）カローラセダンのインド仕様車に見られるのみとなっていたが、12代目モデル（E210/EA10型系）へフルモデルチェンジしたのに伴い、名実共に製造終了となった。

## 概要
- 生産期間
  - 2005年3月 - 2020年3月（海外向け）

## 系譜
- エンジン型式一覧の自動車用エンジンの系譜を参照。

## 型式
ディーゼルエンジン
水冷直列4気筒DOHC16バルブ
コモンレール
EURO4規制対応2009MYからEURO5対応＋6AT登場
触媒：DPNR or DPF or CCo

## バリエーション

### 1AD-FTV
- タイプ:直列4気筒 DOHC 16バルブ
- 排気量:1.998 L
- 内径×行程:86.0×86.0
- 圧縮比:16.8
- 出力:90 kW (122 PS)/3,600 rpm 300 Nm (30.6 kgm)/2,000 - 2,800 rpm

＜主な搭載車種＞
- 10代目カローラセダン（欧州仕様）
- 11代目カローラセダン（インド仕様）
- 2代目アベンシス（欧州仕様）
- 初代・2代目オーリス（欧州仕様）

### 2AD-FTV
- タイプ:直列4気筒 DOHC 16バルブ
- 排気量:2.231L
- 内径×行程:86.0×96.0
- 圧縮比:16.9
- 出力:110kW(150ps)/3,600rpm 310Nm(31.6kgm)/2,000-2,800rpm

＜主な搭載車種＞
- 2代目アベンシス（欧州仕様）
- 3代目RAV4（欧州仕様）
- ヴァーソ（欧州仕様）

### 2AD-FHV
- タイプ:直列4気筒 DOHC 16バルブ
- 排気量:2.231 L
- 内径×行程:86.0×96.0
- 圧縮比:15.8
- 出力:130 kW (177 ps)/3,600 rpm 400 Nm (40.8 kgm)/2,000 - 2,600 rpm

＜主な搭載車種＞
- レクサスIS220d（欧州専用車）
- 2代目アベンシス
- 3代目RAV4（欧州仕様）
- 初代ヴァーソ（欧州仕様）
- 初代オーリス（欧州仕様）